# برمجية حرة مفتوحة المصدر

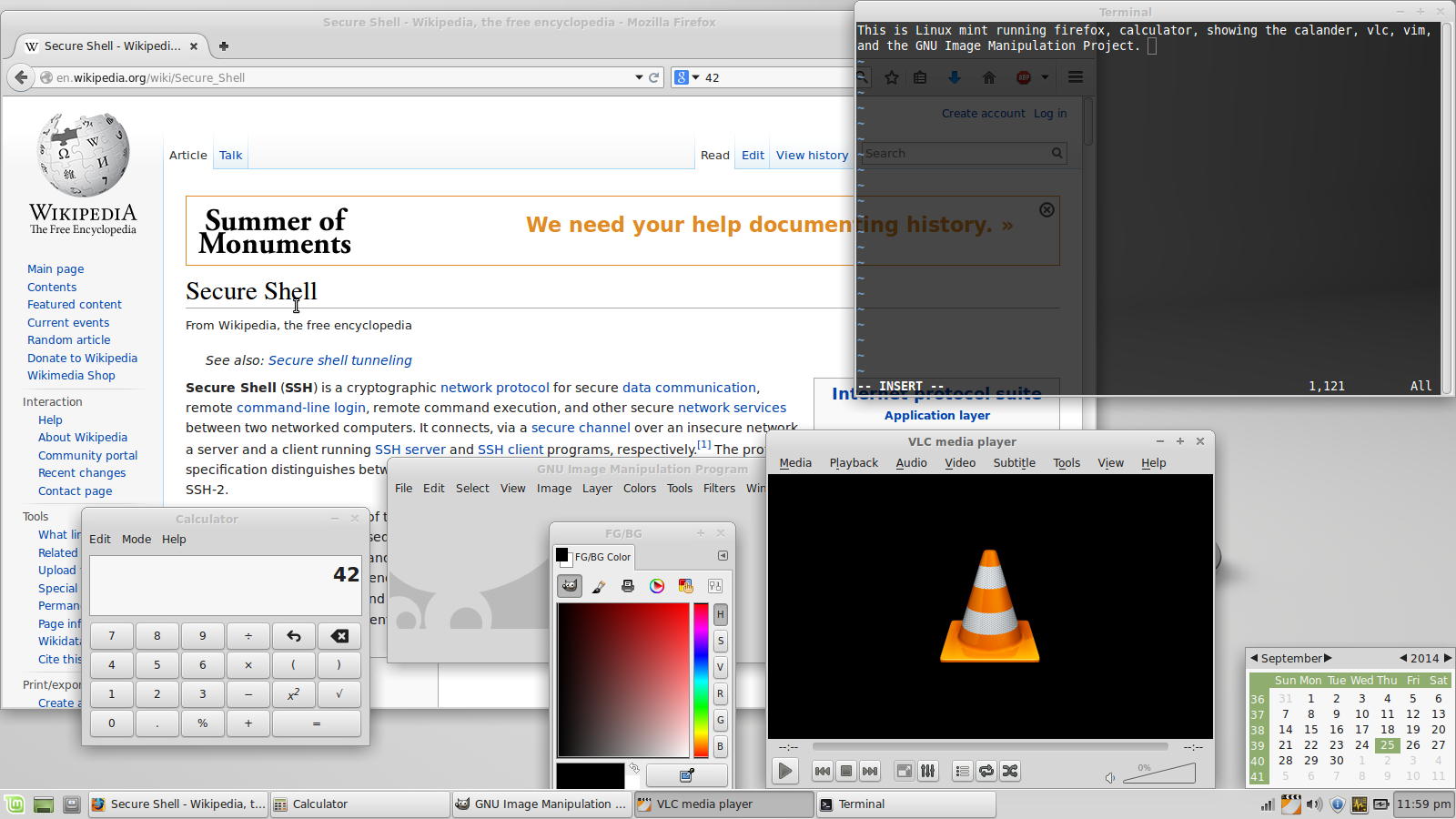
لقطة شاشة تعرض مجموعة من البرمجيات الحرة ومفتوحة المصدر (FOSS) مثل: توزيعة لينكس مينت تعمل بواجهة إكسفس، ومتصفح فايرفوكس، مشغل في إل سي للوسائط المتعددة، برنامج جنو لمعالجة الصور (GIMP)، وبرنامج فيم لتحرير النصوص، بالإضافة إلى برنامج للآلة حاسبة، وبرنامج لعرض التقويم مدمج داخل النظام.

البرمجيات الحرة والمفتوحة المصدر (بالإنجليزية: Free and open-source software)‏ لها عدة مصطلحات واختصارات هي (F/OSS, FOSS) أو (free/libre/open-source software) وتختصر إلى (FLOSS), (كلمة libre هي كلمة فرنسية تعني حرة) هي برمجيات مرخصة برخصة حرة تمنح المستخدمين حق استخدام، دراسة، تغيير، وتحسين البرنامج من خلال الحصول على الكود المصدري. وقد حصل هذا النهج على قبول ودعم واسع من الافراد والشركات لما يحمله من مميزات.
البرمجيات الحرة والمفتوحة المصدر (FOSS) هي برمجيات مجانية وبرامج مفتوحة المصدر حيث يُرخص لأي شخص بحرية استخدام البرنامج ونسخه ودراسته وتغييره بأي طريقة والمصدر تتم مشاركة الكود بشكل علني بحيث يتم تشجيع الأشخاص على تحسين تصميم البرنامج طوعًا. هذا على عكس البرامج الاحتكارية، حيث يكون البرنامج خاضعًا لترخيص حقوق النشر المقيد وعادة ما يكون كود المصدر مخفيًا عن المستخدمين.
تحتفظ البرمجيات الحرة والمفتوحة المصدر بحقوق الحرية المدنية لمستخدم البرنامج (انظر الحريات الأساسية الأربع أدناه). يمكن أن تشمل الفوائد الأخرى لاستخدام البرمجيات الحرة والمفتوحة المصدر انخفاض تكاليف البرامج وزيادة الأمان والاستقرار (خاصة فيما يتعلق بالبرامج الضارة) وحماية الخصوصية والتعليم ومنح المستخدمين مزيدًا من التحكم في أجهزتهم الخاصة. تُستخدم أنظمة التشغيل المجانية والمفتوحة المصدر مثل لينكس وأحفاد توزيعة برمجيات بيركلي على نطاق واسع اليوم، حيث تعمل على تشغيل ملايين الخوادم وأجهزة الكمبيوتر المكتبية والهواتف الذكية (مثل أندرويد) والأجهزة الأخرى. تُستخدم تراخيص البرامج المجانية وتراخيص المصادر المفتوحة في العديد من حزم البرامج. حركة البرمجيات الحرة وحركة البرمجيات مفتوحة المصدر هما حركات اجتماعية على الإنترنت وراء إنتاج واعتماد البرمجيات الحرة والمفتوحة المصدر على نطاق واسع، مع تفضيل الأول استخدام مصطلحات FLOSS أو free / libre.

## ملخص
«البرمجيات الحرة ومفتوحة المصدر» (FOSS) هو مصطلح شامل للبرامج التي تعتبر في الوقت نفسه كلاً من البرامج المجانية والبرامج مفتوحة المصدر. تسمح البرمجيات الحرة والمفتوحة المصدر (البرمجيات الحرة والمفتوحة المصدر) للمستخدم بفحص كود المصدر وتوفر مستوى عالٍ من التحكم في وظائف البرنامج مقارنة بالبرامج الاحتكارية. لا يشير مصطلح «البرمجيات الحرة» إلى التكلفة المالية للبرنامج على الإطلاق، بل يشير إلى ما إذا كان الترخيص يحافظ على الحريات المدنية لمستخدم البرنامج («حر» كما في «حرية التعبير»، وليس «البيرة المجانية»). هناك عدد من المصطلحات والاختصارات ذات الصلة بالبرامج المجانية ومفتوحة المصدر (FOSS أو F / OSS)، أو البرمجيات الحرة / الحرة والمفتوحة المصدر (تفضل FSF أوF / LOSS من قبل FSF على البرمجيات الحرة والمفتوحة المصدر، بينما تكون مجانية أو مجانية / libre هو المصطلح المفضل لديهم).
على الرغم من وجود تداخل كامل تقريبًا بين تراخيص البرمجيات الحرة وتراخيص البرمجيات مفتوحة المصدر، إلا أن هناك خلافًا فلسفيًا قويًا بين المدافعين عن هذين الموقفين. تم إنشاء مصطلحات البرمجيات الحرة والمفتوحة المصدر أو «البرمجيات الحرة ومفتوحة المصدر» لتكون محايدة بشأن هذه الخلافات الفلسفية بين FSF وOSI ولها مصطلح موحد يمكن أن يشير إلى كلا المفهومين.

### البرمجيات الحرة
يعرّف تعريف ريتشارد ستالمان للبرمجيات الحرة، الذي تبنته مؤسسة البرمجيات الحرة (FSF)، البرمجيات الحرة على أنها مسألة حرية وليس سعرًا، وهو يدعم الحريات الأساسية الأربع. كان أول إصدار معروف لتعريف فكرة البرمجيات الحرة في طبعة فبراير 1986  من نشرة GNU's Bulletin التي توقف إصدارها الآن. المصدر الأساسي للوثيقة موجود في قسم الفلسفة في موقع مشروع جنو. اعتبارًا من أغسطس 2017، تم نشره بـ 40 لغة.

### أربع حريات أساسية للبرمجيات الحرة
لتلبية تعريف «البرمجيات الحرة»، تطلب FSF أن تحترم ترخيص البرنامج الحريات المدنية / حقوق الإنسان لما تسميه FSF «الحريات الأساسية الأربع» لمستخدم البرنامج.
- حرية تشغيل البرنامج كما يحلو لك ولأي غرض (الحرية 0).
- حرية دراسة كيفية عمل البرنامج، وتغييره ليقوم بعملية الحوسبة الخاصة بك كما يحلو لك (الحرية 1). الوصول إلى الكود المصدري هو شرط مسبق لذلك.
- حرية إعادة توزيع النسخ حتى تتمكن من مساعدة الآخرين (الحرية 2).
- حرية توزيع نسخ من إصداراتك المعدلة للآخرين (الحرية 3). من خلال القيام بذلك، يمكنك منح المجتمع بأكمله فرصة للاستفادة من تغييراتك. الوصول إلى الكود المصدري هو شرط مسبق لذلك.[10]

### المصدر المفتوح
يتم استخدام تعريف المصدر المفتوح من قبل مبادرة المصدر المفتوح (OSI) لتحديد ما إذا كان ترخيص البرنامج مؤهلاً لشارات المؤسسة للبرامج مفتوحة المصدر. كان التعريف مبنيًا على إرشادات برمجيات دبيان المجانية، التي كتبها وتعديلها بشكل أساسي Bruce Perens. لم يؤسس بيرينز كتاباته على الحريات الأساسية الأربع للبرمجيات الحرة من مؤسسة البرمجيات الحرة، والتي لم تكن متاحة إلا لاحقًا على الويب. صرح بيرينز لاحقًا أنه شعر بأن ترويج إريك ريموند للمصادر المفتوحة قد طغى بشكل غير عادل على جهود مؤسسة البرمجيات الحرة وأكد دعمه للبرمجيات الحرة. في العقد الأول من القرن الحالي، تحدث عن المصدر المفتوح مرة أخرى.

## تاريخ
من الخمسينيات وحتى الثمانينيات، كان من الشائع لمستخدمي الكمبيوتر الحصول على كود المصدر لجميع البرامج التي استخدموها، والإذن والقدرة على تعديلها لاستخدامهم الخاص. تمت مشاركة البرامج بما في ذلك التعليمات البرمجية المصدر، بشكل عام من قبل الأفراد الذين يستخدمون أجهزة الكمبيوتر، وغالبًا ما تكون برامج ملكية عامة  لاحظ أن البرمجيات الحرة والمفتوحة المصدر ليست مثل برامج المجال العام، لأن برامج المجال العام لا تحتوي على حقوق الطبع والنشر تمتلك معظم الشركات نموذجًا تجاريًا يعتمد على مبيعات الأجهزة، وتوفر برامج مجمعة أو مجمعة مع الأجهزة مجانًا.
بحلول أواخر الستينيات، كان نموذج الأعمال السائد حول البرمجيات يتغير. كانت صناعة البرمجيات المتنامية والمتطورة تتنافس مع منتجات البرمجيات المجمعة لشركات تصنيع الأجهزة؛ بدلاً من تمويل تطوير البرامج من عائدات الأجهزة، كانت هذه الشركات الجديدة تبيع البرامج مباشرةً. تطلبت الأجهزة المستأجرة دعمًا برمجيًا مع عدم توفير أي عائد للبرامج، وبعض العملاء الذين تمكنوا من تلبية احتياجاتهم الخاصة بشكل أفضل لا يريدون تكاليف البرامج المجمعة مع تكاليف منتجات الأجهزة. في الولايات المتحدة مقابل. اتهمت الحكومة IBM، في 17 يناير 1969، أن البرامج المجمعة كانت غير تنافسية. بينما كان لا يزال يتم توفير بعض البرامج بدون تكلفة نقدية وقيود الترخيص، كان هناك قدر متزايد من البرامج التي كانت فقط بتكلفة نقدية مع ترخيص مقيد. في السبعينيات وأوائل الثمانينيات، بدأت بعض أجزاء صناعة البرمجيات في استخدام تدابير تقنية (مثل توزيع نسخ ثنائية فقط من برامج الكمبيوتر) لمنع مستخدمي الكمبيوتر من استخدام تقنيات الهندسة العكسية لدراسة البرامج التي دفعوا ثمنها وتخصيصها. في عام 1980، تم توسيع قانون حقوق النشر ليشمل برامج الكمبيوتر في الولايات المتحدة  السابق، يمكن اعتبار برامج الكمبيوتر أفكارًا وإجراءات وأساليب وأنظمة وعمليات غير محمية بحقوق النشر.
في وقت مبكر، كانت البرامج المغلقة المصدر غير شائعة حتى منتصف السبعينيات وحتى الثمانينيات، عندما طبقت شركة IBM في عام 1983 سياسة «كود الكائن فقط»، ولم تعد توزع كود المصدر.
في عام 1983، أعلن ريتشارد ستالمان، العضو القديم في مجتمع المخترقين في مختبر الذكاء الاصطناعي في معهد ماساتشوستس للتكنولوجيا، عن مشروع جنو، قائلاً إنه أصيب بالإحباط من آثار التغيير في ثقافة صناعة الكمبيوتر ومستخدميها. تطوير البرمجيات لنظام التشغيل جنو في يناير 1984، وتأسست مؤسسة البرمجيات الحرة (إف إس إف) في أكتوبر 1985. نُشر مقال يلخص المشروع وأهدافه في مارس 1985 بعنوان بيان جنو. تضمن البيان شرحًا مهمًا لفلسفة جنو وتعريف البرمجيات الحرة وأفكار " الحقوق المتروكة". تتخذ FSF موقفًا مفاده أن القضية الأساسية التي تتناولها البرمجيات الحرة هي قضية أخلاقية - لضمان قدرة مستخدمي البرمجيات على ممارسة ما تسميه " الحريات الأساسية الأربع ".
تم إصدار نواة Linux، التي أنشأها Linus Torvalds، كرمز مصدر قابل للتعديل بحرية في عام 1991. في البداية، لم يتم إصدار Linux بموجب ترخيص برنامج مجاني أو ترخيص برنامج مفتوح المصدر. ومع ذلك، مع الإصدار 0.12 في فبراير 1992، أعاد ترخيص المشروع بموجب رخصة جنو العمومية العامة.
تم إصدار FreeBSD وNetBSD (كلاهما مشتق من 386 بي إس دي) كبرنامج مجاني عند إصدار USL v. تمت تسوية دعوى BSDi خارج المحكمة في عام 1993. تم تشعب OpenBSD من NetBSD في عام 1995. أيضًا في عام 1995، تم إصدار خادم Apache HTTP، الذي يشار إليه عادةً باسم Apache، بموجب ترخيص Apache 1.0 .
في عام 1997، نشر إريك ريموند The Cathedral and the Bazaar، وهو تحليل انعكاسي لمجتمع الهاكرز ومبادئ البرمجيات الحرة. حظيت الورقة باهتمام كبير في أوائل عام 1998، وكانت أحد العوامل في تحفيز شركة Netscape Communications Corporation على إطلاق مجموعة الإنترنت الشهيرة Netscape Communicator باعتبارها برامج مجانية. يُعرف هذا الرمز اليوم باسم Mozilla Firefox وThunderbird.
دفع قانون Netscape ريموند وآخرين إلى النظر في كيفية تقديم أفكار البرمجيات الحرة لشركة FSF والفوائد المتصورة لصناعة البرمجيات التجارية. وخلصوا إلى أن النشاط الاجتماعي لشركة FSF لم يكن جذابًا لشركات مثل Netscape، وبحثوا عن طريقة لإعادة تسمية حركة البرمجيات الحرة للتأكيد على إمكانات الأعمال للمشاركة والتعاون في كود مصدر البرنامج. كان الاسم الجديد الذي اختاروه هو "Open-source"، وسرعان ما وقع Bruce Perens والناشر Tim O'Reilly وLinus Torvalds وآخرون على تغيير العلامة التجارية. تم إنشاء مبادرة المصادر المفتوحة في فبراير 1998 لتشجيع استخدام المصطلح الجديد ونشر مبادئ المصادر المفتوحة.
في حين سعت مبادرة المصدر المفتوح إلى تشجيع استخدام المصطلح الجديد وتبشير المبادئ التي التزمت بها، وجد بائعي البرمجيات التجارية أنفسهم مهددين بشكل متزايد من خلال مفهوم البرمجيات الموزعة مجانًا والوصول الشامل إلى شفرة مصدر التطبيق. صرح مسؤول تنفيذي لشركة Microsoft علنًا في عام 2001 أن «المصدر المفتوح هو مدمر للملكية الفكرية. لا أستطيع أن أتخيل شيئا يمكن أن يكون أسوأ من هذا لقطاع البرمجيات والأعمال الملكية الفكرية». هذا الرأي يلخص تماما الاستجابة الأولية لهذه البرمجيات من قبل بعض الشركات البرمجيات.  لعدة سنوات لعبت البرمجيات الحرة والمفتوحة المصدر دورًا متخصصًا خارج الاتجاه السائد لتطوير البرمجيات الخاصة. ومع ذلك، فإن نجاح أنظمة تشغيل البرمجيات الحرة والمفتوحة المصدر مثل Linux وBSD والشركات القائمة على البرمجيات الحرة والمفتوحة المصدر مثل Red Hat قد غير موقف صناعة البرمجيات وكان هناك تحول كبير في فلسفة الشركة فيما يتعلق بتطوير البرمجيات الحرة ومفتوحة المصدر (البرمجيات الحرة والمفتوحة المصدر).

## استعمال

### تستفيد البرمجيات الحرة والمفتوحة المصدر من البرمجيات الاحتكارية

#### التحكم الشخصي والتخصيص والحرية
يستفيد مستخدمو البرمجيات الحرة والمفتوحة المصدر من الحريات الأساسية الأربع للاستفادة غير المقيدة من هذه البرامج ودراستها ونسخها وتعديلها وإعادة توزيعها مع أو بدون تعديل. إذا كانوا يرغبون في تغيير وظائف البرنامج، فيمكنهم إجراء تغييرات على الكود، وإذا رغبوا في ذلك، قم بتوزيع هذه الإصدارات المعدلة من البرنامج أو في كثير من الأحيان اعتمادًا على نموذج اتخاذ القرار الخاص بالبرنامج ومستخدميه الآخرين حتى الدفع أو الطلب يجب إجراء هذه التغييرات عبر تحديثات البرنامج الأصلي.

#### الخصوصية والأمن
يتعرض مصنعو البرامج المغلقة المصدر المملوكة ملكية لضغط في بعض الأحيان من أجل البناء في الأبواب الخلفية أو غيرها من الميزات السرية وغير المرغوب فيها في برامجهم. بدلاً من الاضطرار إلى الوثوق ببائعي البرامج، يمكن لمستخدمي البرمجيات الحرة والمفتوحة المصدر فحص كود المصدر والتحقق منه بأنفسهم ويمكنهم وضع الثقة في مجتمع من المتطوعين والمستخدمين. نظرًا لأن الشفرة الاحتكارية عادةً ما تكون مخفية عن الأنظار العامة، فقد يكون البائعون أنفسهم والمتسللون فقط على دراية بأي ثغرات فيها  بينما تتضمن البرمجيات الحرة والمفتوحة المصدر أكبر عدد ممكن من الأشخاص لكشف الأخطاء بسرعة.

#### تكاليف منخفضة أو بدون تكاليف
غالبًا ما تكون البرمجيات الحرة والمفتوحة المصدر مجانية على الرغم من تشجيع التبرعات غالبًا. يسمح هذا أيضًا للمستخدمين باختبار البرامج ومقارنتها بشكل أفضل.

#### الجودة والتعاون والكفاءة
تتيح البرمجيات الحرة والمفتوحة المصدر تعاونا أفضل بين مختلف الأطراف والأفراد بهدف تطوير البرامج الأكثر كفاءة لمستخدميها أو حالات الاستخدام في حين أن البرمجيات الاحتكارية عادة ما تكون تهدف إلى توليد الأرباح. علاوة على ذلك، في كثير من الحالات، تساهم المنظمات والأفراد في مثل هذه المشاريع أكثر من مساهمتهم في البرمجيات الاحتكارية. وقد تبين أن التفوق التقني عادة السبب الرئيسي لماذا تختار الشركات البرمجيات مفتوحة المصدر.

### عيوب مقارنة بالبرمجيات الاحتكارية

#### الأمن ودعم المستخدم
وفقًا لقانون لينوس، كلما زاد عدد الأشخاص الذين يمكنهم رؤية مجموعة من التعليمات البرمجية واختبارها، زاد احتمال اكتشاف أي عيوب وإصلاحها بسرعة. ومع ذلك، هذا لا يضمن مستوى عال من المشاركة. يمكن أن يكون وجود مجموعة من المهنيين العاملين بدوام كامل وراء منتج تجاري أفضل في بعض الحالات من البرمجيات الحرة والمفتوحة المصدر.
علاوة على ذلك، قد تسهل شفرة المصدر المعلنة على المتسللين العثور على نقاط الضعف فيها وكتابة عمليات الاستغلال. ومع ذلك، يفترض هذا أن هؤلاء المتسللين الضارين أكثر فاعلية من قراصنة القبعة البيضاء الذين يكشفون بمسؤولية أو يساعدون في إصلاح الثغرات الأمنية، وأنه لا تحدث أي تسريبات أو عمليات تهريب في الكود، وأن الهندسة العكسية للشفرة الاحتكارية تمثل عائقًا مهمًا للمتسللين الخبثاء.

#### توافق الأجهزة والبرامج
في بعض الأحيان، تكون البرمجيات الحرة والمفتوحة المصدر غير متوافقة مع أجهزة أو برامج محددة. غالبًا ما يرجع ذلك إلى قيام الشركات المصنعة بإعاقة البرمجيات الحرة والمفتوحة المصدر، مثل عدم الكشف عن الواجهات أو المواصفات الأخرى اللازمة لأعضاء حركة البرمجيات الحرة والمفتوحة المصدر لكتابة برامج تشغيل لأجهزتهم - على سبيل المثال، لأنهم يرغبون في أن يقوم العملاء بتشغيل برامجهم الخاصة فقط أو ما قد يستفيدون منه من الشراكات.

#### الأخطاء والميزات المفقودة
في حين أن البرمجيات الحرة والمفتوحة المصدر يمكن أن تتفوق على نظيراتها من حيث ميزات البرامج واستقرارها، فإن البرمجيات الحرة والمفتوحة المصدر تحتوي في كثير من الحالات على أخطاء غير ثابتة وميزات مفقودة عند مقارنتها بالبرامج التجارية المماثلة. هذا يختلف باختلاف الحالة ويعتمد عادة على مستوى الاهتمام والمشاركة في مشروع البرمجيات الحرة والمفتوحة المصدر. علاوة على ذلك، على عكس البرامج التجارية النموذجية، يمكن تنفيذ الميزات المفقودة وإصلاح الأخطاء من قبل أي طرف لديه الدافع والوقت والمهارة ذات الصلة للقيام بذلك.

#### ضمان أقل للتنمية
غالبًا ما يكون هناك قدر أقل من اليقين بشأن حصول مشاريع البرمجيات الحرة والمفتوحة المصدر على الموارد المطلوبة والمشاركة في التطوير المستمر مقارنة بالبرامج التجارية المدعومة من الشركات.  ومع ذلك، غالبًا ما تلغي الشركات أيضًا المشاريع لكونها غير مربحة، ومع ذلك قد تعتمد الشركات الكبيرة على برامج مفتوحة المصدر، وبالتالي تشارك في تطويرها.

#### التطبيقات المفقودة
نظرًا لأن توزيعات نظام التشغيل FOSS لنظام Linux بها حصة سوقية أقل للمستخدمين النهائيين، فهناك أيضًا عدد أقل من التطبيقات المتاحة.

### التبني من قبل الحكومات
| البلد     | الوصف |
| --------- | --- |
| البرازيل  | في عام 2006، شجعت الحكومة البرازيلية في الوقت نفسه توزيع أجهزة الكمبيوتر الرخيصة التي تعمل بنظام لينكس في جميع أنحاء المجتمعات الفقيرة من خلال دعم شرائها بإعفاءات ضريبية. |
| الاكوادور | في ابريل 2008, أصدرت الإكوادور قانونًا مشابهًا، المرسوم 1014، المصمم لترحيل القطاع العام إلى Libre Software. |
| فرنسا     | في مارس 2009، أعلن الدرك الوطني أنه سيتحول بالكامل إلى Ubuntu بحلول عام 2015. بدأ Gendarmerie الانتقال إلى برنامج مفتوح المصدر في 2005 عندما استبدل مايكروسوفت بـ OpenOffice.org عبر المنظمة بأكملها. في سبتمبر 2012، وضع رئيس الوزراء الفرنسي مجموعة من التوصيات العملية حول استخدام المصادر المفتوحة في الإدارة العامة الفرنسية. تم نشر هذه التوصيات في وثيقة تستند إلى أعمال مجموعة الخبراء المشتركة بين الوزارات. توقف هذه الوثيقة عن بعض التوجهات مثل إنشاء تقارب فعلي حول بذرة مفتوحة المصدر، وتفعيل شبكة من الخبرة حول تقارب الأجزاء الجذرية، وتحسين دعم البرامج مفتوحة المصدر، والمساهمة في بذرة مختارة، ومتابعة المجتمعات الكبيرة، ونشر بدائل للإعلان التجاري الرئيسي الحلول، وتتبع استخدام المصادر المفتوحة وآثارها وتطوير ثقافة استخدام تراخيص المصادر المفتوحة في تطوير نظم المعلومات العامة. يتمثل أحد أهداف مجموعات الخبراء هذه أيضًا في إنشاء قوائم بالبرامج مفتوحة المصدر الموصى بها لاستخدامها في الإدارة العامة الفرنسية. |
| المانيا   | في مدينة ميونيخ الألمانية، امتد تحويل 15000 جهاز كمبيوتر شخصي وجهاز كمبيوتر محمول من أنظمة التشغيل المستندة إلى مايكروسوفت ويندوز إلى بيئة لينكس قائمة على Debian تسمى LiMux على مدى السنوات العشر من 2003 إلى 2013. بعد الانتهاء بنجاح من المشروع، أكثر من 80٪ من كانت جميع أجهزة الكمبيوتر تعمل بنظام لينكس. في 13 نوفمبر 2017، أفاد السجل أن ميونيخ كانت تخطط للعودة إلى نظام التشغيل Windows 10 بحلول عام 2020. ولكن في عام 2020، قررت ميونخ العودة من Microsoft إلى لينكس مرة أخرى. |